# Maulay
Maulay är en kommun i departementet Vienne i regionen Nouvelle-Aquitaine i västra Frankrike. Kommunen ligger i kantonen Loudun som tillhör arrondissementet Châtellerault. År 2022 hade Maulay 187 invånare.

## Befolkningsutveckling
Antalet invånare i kommunen Maulay
| Referens: INSEE |